# Xã Edgmont, Quận Delaware, Pennsylvania
Xã Edgmont (tiếng Anh: Edgmont Township) là một xã thuộc quận Delaware, tiểu bang Pennsylvania, Hoa Kỳ. Năm 2010, dân số của xã này là 3.987 người.